# EDSA-revolutie
De EDSA-revolutie van 1986, ook wel bekend als People Power Revolutie, was een dagenlange geweldloze massale demonstratie in de Filipijnen die leidde tot de val van het autoritaire regime van president Ferdinand Marcos en de installatie van Corazon Aquino als de nieuwe president van het land. De belangrijkste locatie van de demonstraties was de rondweg van Metro Manilla, Epifanio de los Santos Avenue, afgekort EDSA.

## Achtergrond en geschiedenis

### Het Marcos-regime
Ferdinand Marcos was een politicus die na de Tweede Wereldoorlog in de net onafhankelijk geworden Filipijnen snel carrière maakte. In 1963 werd hij op 45-jarige leeftijd gekozen tot Voorzitter van de Senaat, de op twee na machtigste positie van het land. Twee jaar later nam hij het bij de verkiezingen van 1965 op tegen zittend president Diosdado Macapagal. Hij versloeg Macapagal met een kleine marge. In zijn eerste termijn initieerde Marcos vele publieke werken. Hij legde meer wegen aan dan alle presidenten voor hem bij elkaar hadden gedaan. Ook liet hij meer scholen bouwen dan elk van zijn voorgangers. Tevens verhoogde hij de belastingopbrengsten door efficiëntieverbeteringen door te voeren. Als gevolg van deze maatregelen ging het economisch gezien relatief goed en was hij behoorlijk populair. In 1969 werd hij als eerste Filipijnse president ooit herkozen.
In zijn tweede termijn als president kreeg Marcos te maken met beschuldigingen van grootschalige corruptie. De misdaadcijfers liepen op en de nieuw opgerichte communistische partij CPP (met haar gewapende tak, de New People's Army) en de islamitische afscheidingsbeweging Moro National Liberation Front (MNLF) groeiden aanzienlijk. De economie van het land raakte in verval en de publieke opinie over Marcos werd negatiever.
Op 21 september 1972 riep president Marcos een staat van beleg uit. Hij verklaarde dat het doel was om een “New Society” (Nieuwe Samenleving) te creëren. De staat van beleg gaf hem de macht om vergaande maatregelen door te voeren. Veel van zijn politieke tegenstanders werden opgepakt en gevangengezet. Onder hen Jovito Salonga, Jose Diokno en Benigno Aquino jr., de man die werd gezien als zijn beoogde opvolger aan het einde van zijn termijn in 1973. De vrijheid van pers werd ingeperkt, kritische kranten werden verboden, en wat later werd ook het Filipijns Congres en de functie van vicepresident opgedoekt.

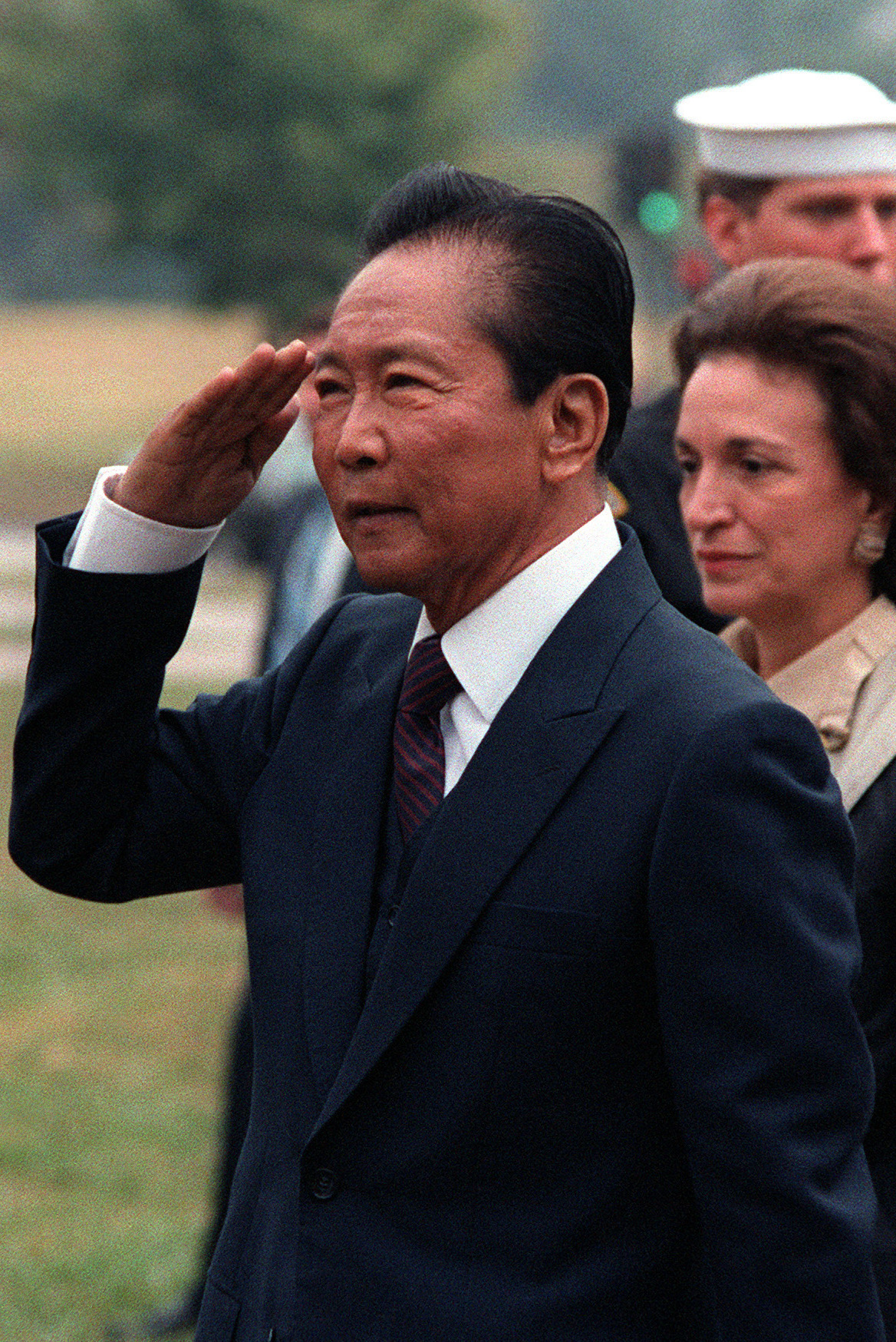
president Ferdinand Marcos in 1982

In de jaren die volgden regeerde Marcos met harde hand. De grootste bedrijven in het land kwamen in zijn handen of in die van een van zijn vertrouwelingen. Marcos en zijn vrouw Imelda sluisden veel overheidsgeld naar hun buitenlandse rekeningen. De economie van het land begon nu echt in elkaar te storten. De nationale media werden ondertussen nog steeds gecensureerd door Marcos. Openlijk verzet en tegenstand buiten het verzet van de communisten en de islamieten was er nauwelijks. Het leger dat onder Marcos enorm in omvang was gegroeid was stevig onder controle van de generaals die loyaal aan Marcos waren.

### Moord op Ninoy Aquino
In 1980, zes jaar nadat hij gevangen was gezet, werd oppositieleider Benigno Aquino vrijgelaten, om hem de mogelijkheid te bieden in de Verenigde Staten een bypassoperatie te ondergaan. De voorwaarde was wel dat hij niet terug mocht keren naar de Filipijnen. Vanuit de VS bemoeide hij zich op afstand echter nog steeds met de oppositie tegen Marcos. In 1983 kondigde hij, ondanks diverse waarschuwingen dat zijn leven in dat geval gevaar zou lopen, aan dat hij toch terug wilde keren naar de Filipijnen. Door de verslechterde economie van de Filipijnen en verslechtering van de gezondheidstoestand van Marcos dreigde volgens Aquino een burgeroorlog met als mogelijke uitkomst een regering onder leiding van de vrouw van Marcos met militaire steun van de belangrijkste militaire bondgenoot van de president generaal Fabian Ver. In de Filipijnen wilde hij zijn politieke machtsbasis vergroten om zo invloed uit te kunnen oefenen op de komende gebeurtenissen.
Op 21 augustus 1983 kwam het vliegtuig van China Airlines vanuit Taipei met Aquino aan boord aan op Manila International Airport. Vanwege de dreiging had hij diverse voorzorgsmaatregelen genomen. Zo had hij een zeer omzichtige reis met vijf tussenstops achter de rug. Ook werd hij in het laatste vliegtuig vergezeld door diverse journalisten en droeg hij bij het uitstappen een kogelvrij vest. Aquino werd direct door militairen apart genomen en alleen naar buiten geleid. Onder aan de vliegtuigtrap werd hij door zijn hoofd geschoten. Naast het lichaam van Aquino lag een tweede dode. Volgens de lezing van de Filipijnse overheid was dit de dader, die direct na zijn daad door de begeleidende militairen neergeschoten was. Een onderzoekscommissie onder leiding van oud-rechter Corazon Agrava, zou later echter de betrokkenheid van diverse militairen aantonen. De gehele commissie, met uitzondering van de voorzitter Agrava, vond dat bovendien bewezen was dat ook generaal Fabian Ver bij de moord betrokken was. De moord op Aquino was een grote schok voor het Filipijnse volk en zijn begrafenis bracht miljoenen mensen op de been. Veel Filipino's geloofden dat Marcos zelf of anders zijn vrouw Imelda opdracht hadden gegeven tot de moord. De gebeurtenis zou het begin zijn van een groeiend verzet tegen het dictatoriale regime. Marcos verloor, mede doordat zijn ziekte lupus erythematodes, die hem steeds meer parten speelde, langzamerhand zijn grip op de Filipijnen.

### Vervroegde verkiezingen
Eind 1985 kondigde Marcos, onder druk van voornamelijk de Verenigde Staten, aan dat de voor 1987 geplande presidentsverkiezingen zouden worden vervroegd naar begin 1986. In allerijl moest de oppositie komen met een sterke kansrijke kandidaat om het op te nemen tegen Marcos. Uiteindelijk werd Corazon Aquino, de weduwe van Ninoy Aquino naar voren geschoven als kandidaat met Salvador Laurel als running mate voor het vicepresidentschap. De verkiezingen vonden plaats op 7 februari 1986 en werden ontsierd door berichten over grootschalige corruptie en geweld van de zijde van president Marcos. Kiescommissie COMELEC riep Marcos na het tellen van de stemmen uit tot winnaar. Volgens deze officiële tellingen behaalde hij 10.807.197 stemmen tegen Aquino 9.291.761. De tellingen van de onafhankelijke "watch dog" NAMFREL lieten echter een andere resultaat zien. Volgens hen had Aquino gewonnen met 7.835.070 tegen 7.053.068 stemmen. De oppositie weigerde daarop de uitslag te accepteren en wees op de vele aanwijzingen dat Marcos en zijn aanhangers fraude hadden gepleegd. De Filipijnse bisschoppenconferentie liet in een verklaring weten de gang van zaken rond de verkiezingen te veroordelen en de Amerikaanse Senaat nam een resolutie aan met een soortgelijke inhoud. Op 15 februari werd Marcos officieel tot winnaar verklaard door het Batasang Pambansa. Alle vijftig oppositieleden verlieten hierop uit protest de zaal. Ook het Filipijnse volk weigerde de resultaten te accepteren. Aquino riep het volk op tot stakingen en boycots van de door Marcos gecontroleerde media en bedrijven en liet zich net als Marcos de eed afnemen voor het ambt van president.

## Verloop van de revolutie

### Enrile en Ramos trekken steun in
Naar aanleiding van de verkiezingen besloot een deel van het leger dat het tijd was om de coupplannen die ze hadden voorbereid in gang te zetten. De Reform the Armed Forces Movement was van plan om diverse strategische locaties in en rond de Filipijnse hoofdstad Manilla in te nemen. Zo wilde men het internationale vliegveld, diverse militair bases, TV- en radio stations, het legerhoofdkwartier in Camp Aguinaldo en balangrijke verkeersknooppunten bezetten. Een team onder leiding van luitenant-kolonel Gregorio Honasan zou tegelijkertijd het Malacañang Palace aanvallen om Marcos uit te schakelen. De coupplannen lekten echter voortijdig uit. Om arrestatie te voorkomen kwamen de coupplotters in de vroege ochtend van 22 februari snel in actie. Enrile benaderde generaal Fidel Ramos, de baas van de Filipijnse politie, en haalde hem over zich bij hen aan te sluiten. Ook nam hij contact op met kardinaal Jaime Sin, om zich van de steun van de katholieke kerk te vergewissen. Vervolgens verschansten ze zich in Camp Aquinaldo langs EDSA. Om 6:30 uur 's ochtends verklaarden Enrile en Ramos in een personferentie dat zij hun ontslag hadden genomen en hun steun aan Marcos introkken. Marcos verklaarde daarop in een eigen persconferentie dat "ze moesten stoppen met deze stupiditeit." Rond 9 uur 's ochtends zond de katholieke radiozender Veritas een boodschap uit van kardinaal Sin waarin hij Filipino's opriep de opstandelingen te steunen door massaal naar de EDSA te komen voor emotionele ondersteuning, voedsel en andere voorzieningen. Veel mensen, onder wie vele priesters en nonnen, gaven gehoor aan de oproep.